# ضم بلجيكا للأراضي الألمانية بعد الحرب العالمية الثانية
بعد هزيمة ألمانيا النازية في الحرب العالمية الثانية في عام 1945، خططت بلجيكا لضم أجزاء من الأراضي على طول الحدود البلجيكية الألمانية. بالإضافة إلى التعويضات النقدية واقتراض القوى العاملة، فقد اعتبر هذا وسيلة للتعويضات. في منتصف أبريل 1949، تخلت بلجيكا بشكل مفاجئ عن أي مصلحة في معظم المناطق التي سبق المطالبة بها.

## المهام الفعلية

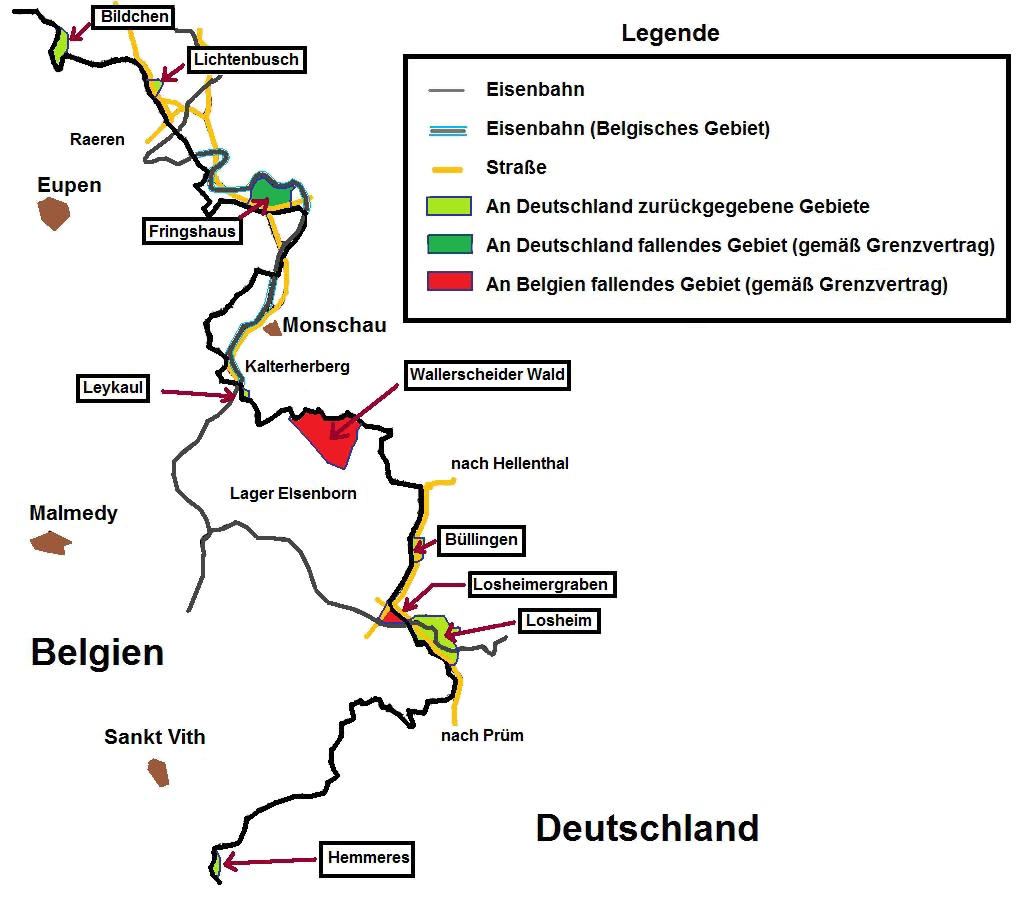
خريطة التغييرات الإقليمية

في 1 أبريل 1949 (قبل تأسيس جمهورية ألمانيا الاتحادية )، تم سلب المناطق الحدودية في منطقتي شمال الراين وستفاليا وراينلاند بالاتينات وضمها مؤقتًا إلى بلجيكا. وتشمل هذه التالية:
- حي آخن في بيلدن (قرية صغيرة غرب آخن).
- بعض أجزاء من قرية Leykaul والعديد من المزارع في مونشاو منطقة Kalterherberg.
- لوسهايم في بلدية هيلينثال. [1]
- لوسهيمرجرابن.
- Hemmeres Winterspelt بلدية في راينلاند.

في الأصل، تم تخطيط العديد من الحبسية والمستحاطة الألمانية المغلقة من قبل الأراضي البلجيكية. لا تزال هذه الجيوب موجودة، لأن طريق سكة حديد فينباهن يقع في الأراضي البلجيكية، وبالتالي يفصل الأماكن المأهولة غربها عن بقية الأراضي الألمانية. هذه الأماكن هي:
- Ruitzhof
- Mützenich
- مزرعة Rückschlag بالقرب من مونشاو.
- الجزء الغربي من بلدة Lammersdorf بالقرب من Simmerath.
- أجزاء من Roetgen

علاوة على ذلك، هناك العديد من المناطق الحرجية في المنطقة بين مدينة إلسنورن البلجيكية وكالترهيربرج الألمانية.
كان من المخطط أن يظل سكان هذه المناطق مواطنين ألمان بشكل مؤقت على الرغم من الحدود المتغيرة.
بعد الحرب، سحبت بلجيكا تدريجياً مطالبها الإقليمية. وفقًا لأمر الحلفاء الصادر في 26 مارس 1949، يجب تسليم عدة أماكن مأهولة بالسكان وVennbahn، والتي كانت ذات أهمية خاصة لبلجيكا.  ومع ذلك، في 15 أبريل 1949، حدث تغيير مفاجئ في بلجيكا.  أعلنت الحكومة البلجيكية رسميًا أنها تتنازل عن المطالبات المتعلقة بمعظم الأماكن والأقاليم التي تم تعيينها في بلجيكا. يُزعم أن هذا التنازل لم يكن نتيجة للاحتجاج المستمر من قبل حكومة ولاية شمال الراين-ويستفاليا، ولكنها نظرة ثاقبة حول عدم كفاءة تصحيحات الحدود من قبل بلجيكا. لأن إنشاء خط سكة حديد فينبن سيتطلب موارد ضخمة على مر السنين، كما تم تقييمها من قبل بلجيكا، فقد تقرر الامتناع عن إضافة قرى مجاورة للإدارة العسكرية. علاوة على ذلك، لم تر الحكومة البلجيكية أي دعم من غالبية السكان البلجيكيين لهذه التدابير.
تمت إعادة الأراضي التي تم ضمها إلى ألمانيا في 28 أغسطس 1958 بسبب معاهدة الحدود الألمانية البلجيكية من 24 سبتمبر 1956. تم استبعاد Losheimergraben والجزء الغربي من بلدية Leykaul وبعض الغابات. بقيت هذه المناطق في بلجيكا، وكذلك فعلت البلديات البلجيكية سابقًا مثل Eupen وMalmedy التي تم دمجها في الرايخ الألماني عام 1940.
في يناير 2008، أعلن نائب المفوض البلجيكي البلغاري مارسيل ليولي أن الإزالة المخططة لسكك حديد فينباهن يمكن أن يكون لها "عواقب دولية"، وكان من المتوقع أن تتم إعادة المناطق المجاورة إلى ألمانيا.  ولكن أعلنت كل من وزارة الخارجية البلجيكية ووزارة الخارجية في ألمانيا، أن الحدود كانت مغطاة بعقد وبالتالي لن يحدث أي تغيير. ومع ذلك، لا تتضمن معاهدة الحدود الألمانية البلجيكية لعام 1956 التي أشارت إليها وزارة الخارجية أي مؤشرات على ما ينبغي أن يحدث إذا لم تعد منشآت السكك الحديدية المذكورة في العقد قائمة. لذلك، فإن أحكام معاهدة فرساي التي لم يتم إلغاؤها لا تزال تحكم الحدود الحالية. علاوة على ذلك، لم يتم التخلي عن خيار استعادة حركة السكك الحديدية وأيضًا أن مسار الدراجات الذي تم تخطيطه على مسار فينباهن السابق لن يغير الخط الحدودي. 

## روابط خارجية
- خريطة لتحولات الحدود . جامعة لوكسمبورغ